# Stéphane Diagana
Stéphane Diagana (Saint-Affrique, 23 juli 1969) is een voormalige Franse atleet, die was gespecialiseerd in het hordelopen. Op de 400 m horden werd hij wereldkampioen, Europees kampioen en had hij bijna 24 jaar lang het Europees record in handen. Naast hordelopen deed hij ook aan de sprint. Opvallend hierbij was, dat hij in eigen land slechts eenmaal kampioen op de 400 m horden werd, terwijl hij op de sprint niet minder dan zeven nationale titels op de 400 m en een op de 200 m veroverde. Bovendien behaalde hij een wereldtitel op de 4 x 400 m estafette.

## Biografie
Op de Olympische Spelen van 1992 in Barcelona won Diagana een zilveren medaille op de 400 m horden. Op de vier wereldkampioenschappen waaraan hij hierna deelnam, werd hij op dit onderdeel eenmaal vierde (in 1993) en won hij vervolgens drie medailles: brons in 1995, goud in 1997 en zilver in 1999.
Op de WK van 2003 in Parijs werd Diagana met zijn teamgenoten Leslie Djhone, Naman Keita en Marc Raquil tweede op de 4 x 400 m estafette achter de Amerikaanse estafetteploeg. Wegens het gebruik van verboden middelen door de Amerikaan Calvin Harrison werd het Amerikaanse estafetteteam gediskwalificeerd en het Franse team naderhand alsnog tot wereldkampioen uitgeroepen.
Op de Europese kampioenschappen van 1994 in Helsinki nam Diagana deel aan de 400 m horden en de 4 x 400 m estafette. Op het individuele onderdeel werd hij derde, terwijl hij op het estafettenummer een zilveren medaille won. Hier waren zijn teamgenoten Pierre-Marie Hilaire, Jacques Farraudiére en Jean-Louis Rapnouil. Op de EK van 2002 in München werd hij Europees kampioen op de 400 m horden. Met een tijd van 47,58 s versloeg hij de Tsjech Jirí Mužík (zilver; 48,43) en de Pool Paweł Januszewski (brons; 48,46).
In 2003 beëindigde Stéphane Diagana zijn topsportcarrière. Twee jaar later liep hij nog de New York City Marathon 2005 in een tijd van 3:07.40 en finishte hij ruim tien minuten achter zijn landgenoot en ex-topwielrenner Laurent Jalabert, die deze wedstrijd in 2:55.15 voltooide.
In zijn actieve tijd was Diagana aangesloten bij EA Franconville Le Paris.

## Titels
- Wereldkampioen 400 m horden - 1997
- Wereldkampioen 4 x 400 m - 2003
- Europees kampioen 400 m horden - 2002
- Frans kampioen 400 m - 1992, 1993, 1994, 1995, 1997, 2001
- Frans kampioen 400 m horden - 1990
- Frans indoorkampioen 200 m - 1993
- Frans indoorkampioen 400 m - 1988

## Persoonlijke records
Outdoor
| Onderdeel    | Prestatie           | Datum             | Plaats         |
| ------------ | ------------------- | ----------------- | -------------- |
| 200 m        | 20,95 s             | 24 april 1993     | Cayenne        |
| 300 m        | 33,06 s             | 20 juni 2000      | Noisy-le-Grand |
| 400 m        | 45,18 s             | 28 juni 1992      | Narbonne       |
| 110 m horden | 14,56 s             | 1987              |                |
| 200 m horden | 22,9 s              | 22 september 1999 | Nantes         |
| 400 m horden | 47,37 s (ex-AR; NR) | 5 juli 1995       | Lausanne       |

Indoor
| Onderdeel | Prestatie | Datum            | Plaats |
| --------- | --------- | ---------------- | ------ |
| 200 m     | 20,81 s   | 29 februari 1992 | Genua  |
| 400 m     | 46,02 s   | 22 februari 1992 | Parijs |

## Palmares

### 200 m
- 1992: 6e EK indoor - 21,53 s
- 1993:  Franse indoorkamp. - 21,06 s

### 400 m
- 1988:  Franse indoorkamp. - 47,26 s
- 1992:  Franse kamp. - 45,18 s
- 1993:  Franse kamp. - 45,26 s
- 1994:  Franse kamp. - 45,49 s
- 1995:  Franse kamp. - 45,22 s
- 1997:  Franse kamp. - 45,98 s
- 2001:  Franse kamp. - 45,57 s

### 400 m horden
- 1990:  Franse kamp. - 50,11 s
- 1990: 5e EK - 48,92 s
- 1992: 4e OS - 48,13 s
- 1992:  Wereldbeker - 49,34 s
- 1993:  Europacup - 48,08 s
- 1993: 4e WK - 47,64 s
- 1994:  Grand Prix Finale - 48,64 s
- 1994:  Europacup - 49,47 s
- 1994:  EK - 48,23 s
- 1995:  WK - 48,14 s
- 1995:  Europacup B in Bazel - 49,02 s
- 1997:  Europacup - 49,15 s
- 1997:  WK - 47,70 s
- 1998:  Grand Prix Finale - 48,30 s
- 1999:  WK - 48,12 s
- 2001:  Europacup - 49,07 s
- 2002:  EK - 47,58 s
- 2002:  Grand Prix Finale - 47,82 s
- 2002:  Europacup - 48,45 s

Golden League-podiumplekken
- 1998:  ISTAF – 48,04 s
- 2000:  Meeting Gaz de France – 48,70 s
- 2001:  Meeting Gaz de France – 48,13 s
- 2002:  Meeting Gaz de France – 48,28 s
- 2002:  Herculis – 48,11 s
- 2002:  Memorial Van Damme – 48,05 s

### 4 x 400 m
- 1990: 7e EK - 3.03,33
- 1993: 4e WK - 3.00,09
- 1994:  EK - 3.01,11
- 1994:  Wereldbeker - 3.03,26
- 1997: 5e WK - 3.01,06 (na DQ Verenigde Staten)
- 2002:  EK indoor - 3.06,42
- 2003:  WK - 2.58,96 (NR)

1983 Edwin Moses ·
1987 Edwin Moses ·
1991 Samuel Matete ·
1993 Kevin Young ·
1995 Derrick Adkins ·
1997 Stéphane Diagana ·
1999 Fabrizio Mori ·
2001 Félix Sánchez ·
2003 Félix Sánchez ·
2005 Bershawn Jackson ·
2007 Kerron Clement ·
2009 Kerron Clement ·
2011 David Greene ·
2013 Jehue Gordon ·
2015 Nicholas Bett ·
2017 Karsten Warholm ·
2019 Karsten Warholm ·
2022 Alison dos Santos ·
2023 Karsten Warholm
1983: Lovasjov, Troshchilo, Tsjernetski, Markin ·
1987: Everett, Haley, McKay, Reynolds ·
1991: Black, Redmond, Regis, Akabusi ·
1993: Valmon, Watts, Reynolds, Johnson ·
1995: Ramsey, Mills, Reynolds, Johnson ·
1997: Thomas, Black, Baulch, Richardson, Hylton ·
1999: Czubak, Maćkowiak, Bocian, Haczek ·
2001: Moncur, Brown, McIntosh, Munnings ·
2003: Djhone, Keïta, Diagana, Raquil ·
2005: Rock, Brew, Williamson, Wariner ·
2007: Merritt, Taylor, Williamson, Wariner ·
2009: Taylor, Wariner, Clement, Merritt ·
2011: Nixon, Jackson, Taylor, Merritt ·
2013: Verburg, McQuay, Hall, Merritt ·
2015: Verburg, McQuay, Nellum, Merritt ·
2017: Solomon, Richards, Cedenio, Gordon ·
2019: Kerley, Cherry, London, Benjamin ·
2022: Godwin, Norman, Deadmon, Allison ·
2023: Hall, Norwood, Robinson, Benjamin
- Bibliothèque nationale de France: cb157760704 (data)
- Gemeinsame Normdatei: 1109897642
- World Athletics: 14184359
- International Standard Name Identifier: 0000 0000 0261 8024
- Système universitaire de documentation: 088906744
- Virtual International Authority File: 71725822
- WorldCat: E39PBJpdRYFVPQwT43bgRMTCQq